# Шелестов Володимир Степанович
Володимир Степанович Шелестов (24 січня 1924, Єлисаветград, Українська РСР — 22 червня 1994, Харків, Україна) — радянський та український вчений-правознавець, спеціаліст у галузі господарського права. Учасник Німецько-радянської війни, капітан юстиції. Доктор юридичних наук (1969), професор (1969), член-кореспондент Академії правових наук України (1993). Був завідувачем кафедр колгоспного, земельного права та правової охорони природи (1969—1979) та сільськогосподарського права (1979—1991) Української юридичної академії. Заслужений працівник народної освіти УРСР (1991) і лауреат Державної премії Української РСР в галузі науки і техніки (1984).

## Життєпис
Володимир Шелестов народився 27 січня 1924 року в Єлисаветграді (нині Кропивницький Кіровоградської області України). З червня 1941 року до 26 грудня 1946 року служив у лавах Червоної Армії, брав участь у боях Німецько-радянської війни. Закінчив службу у званні капітана юстиції. 19 липня 1943 року у званні лейтенанта медичної служби, був нагороджений медаллю «За відвагу», а 14 серпня того ж року, вже у званні старшого лейтенанта був нагороджений другою медаллю «За відвагу». 9 травня 1945 року відзначений медаллю «За перемогу над Німеччиною у Великій Вітчизняній війні 1941—1945 рр.», а 13 серпня — орденом Червоної Зірки. 6 квітня 1985 року був нагороджений орденом Вітчизняної війни I ступеня.
Після демобілізації навчався у Харківському юридичному інституті, який закінчив у 1951 році. Його інститутськими вчителями були професори Соломон Вільнянський і Михайло Гордон. Здобувши вищу юридичну освіту два роки пропрацював помічником прокурора міста Кировограда. Потім повернувся в альма-матер, де деякий час керував роботою її заочного відділення. Одночасно з адміністративною займався викладацькою діяльністю, спочатку був асистентом, а потім доцентом і старшим науковим співробітником на об'єднаній кафедрі цивільного права та процесу. У 1956 році він захистив дисертацію на здобуття наукового ступеня кандидата юридичних наук за темою «Боротьба за кількість продукції народного споживання, що поставляється за радянським цивільним правом» (рос. Борьба за количество поставляемой продукции народного потребления по советскому гражданскому праву).
У 1967 році в Харківському юридичному інституті Володимир Шелестов захистив дисертацію на здобуття наукового ступеня доктора юридичних наук за темою «Основні проблеми забезпечення якості продукції в господарських договорах» (рос. Основные проблемы обеспечения качества продукции в хозяйственных договорах). З 1968 році виконував обов'язки професора на кафедрі цивільного права Харківського юридичного інституту, яка була створена в 1966 році внаслідок реорганізації кафедри цивільного права і процесу. У 1969 році йому було присвоєно науковий ступінь доктора наук і вчене звання професора. У 1969 році в інституті була реорганізована кафедра трудового, колгоспного та земельного права, і було утворено кілька нових кафедр, серед яких була і кафедра колгоспного, земельного права та правової охорони природи. Завідувачем цієї кафедри було призначено Володимира Шелестова. У 1979 році кафедра була ще раз реорганізована, з неї були утворені кафедра земельного права і правової охорони природи та кафедра сільськогосподарського і господарського права, яку і продовжив очолювати професор Шелестов. В кінці 1970-х років, за пропозицією колективу кафедри яку очолював Шелестов, на базі вишу був створений науково-дослідний сектор, який займався розробкою локальних правових актів для низки радянських, а потім і українських підприємств і відомств.
Став одним з основних авторів виданого в 1983—1984 роках підручника «Радянське цивільне право», за що, в 1984 році поряд з іншими його авторами (В. П. Масловим, О. А. Пушкіним, В. К. Поповим, М. Й. Бару, Ч. Н. Азімовим, Д. Ф. Швецовим і Ю. І. Зіоменко), був нагороджений Державною премією Української РСР в галузі науки і техніки. Станом на 1984 рік був членом КПРС.
Бувши завідувачем і професором кафедри займався підготовкою вчених-правознавців і став науковим керівником і консультантом для низки здобувачів ступенів кандидата і доктора юридичних наук, серед яких були: Є. В. Бриних (1970), О. М. Васильченко (1995; науковий керівник спільно з А. М. Запорожцем), А. М. Запорожець (1976), В. М. Корнієнко (1992), Любчик В. П. (1973), Н. В. Погорецька (1994), А. І. Поліщук (1978), Р. Б. Прилуцький (1988), О. П. Радчук (1993), З. Ф. Самчук (1994), А. М. Статівка (1990), Ю. М. Таланов (1985). Серед вчених у яких Шелестов виконував функції офіційного опонента на захисті дисертації були: В. М. Гайворонський (1971), С. І. Пирогова (1975), В. К. Попов (1983), А. А. Ромащенко (1978) і Р. Б. Шишка (1985).
Продовжував залишатися завідувачем кафедри сільськогосподарського та господарського права до 1991 року, а потім працював на ній професором. 17 вересня того ж року «за заслуги в розвитку правознавства та підготовку висококваліфікованих юридичних кадрів» відзначений почесним званням Заслуженого працівника народної освіти Української РСР. У 1993 році Шелестов був обраний членом-кореспондентом Академії правових наук України. Володимир Степанович Шелестов помер 22 червня 1994 року в Харкові.

## Наукова діяльність та бібліографія
У сферу наукових інтересів Володимира Шелестова входили проблематика господарських договорів та правовий статус суб'єктів господарських відносин, пошук ефективних правових засобів забезпечення якості продукції виробничо-технічного призначення та товарів народного споживання. Шелестов вважається одним з основоположників харківської цивілістичної школи та школи аграрного права Національного юридичного університету.
Став автором або співавтором близько 60 наукових праць. Основними серед них були:
- «Правовые формы борьбы за качество товаров» (1960),
- «Хозяйственные договоры» (1965),
- «Правовые формы регламентации качества продукции» (1966),
- «Договор поставки и качество продукции» (1974),
- «Советское хозяйственное право» (1979),
- «Советское земельное право» (1981, в соавторстве),
- «Советское гражданское право» (1983/4, в соавторстве),
- «Советское колхозное право» (1989, в соавторстве).

Крім того, в 1973 році був керівником авторського колективу, який працював над коментарем до Примірного статуту колгоспу.